# Julos Beaucarne
Julos Beaucarne, também conhecido como Jules Beaucarne (Ecaussinnes, 27 de junho de 1936 - 18 de setembro de 2021) foi um poeta e cantor belga, pai do cineasta Christophe Beaucarne. Julos era conhecido por seu trabalho como contador de histórias e também como escultor. Suas letras eram em francés e em valão.
| “ | Anarquista, estou até o fundo dos meus ossos! Anarquista, na minha opinião, isso significa indicar caminhos que outros ainda não exploraram e abater portas que ainda não foram abertas. Isso é o que venho fazendo há cinquenta anos. — Julos Beaucarne | ” |

## Biografia
Nascido em 1936 e estudou no Colegio Saint-Vincent em Soignies. Entre 1961 e 1966 foi ator em Bruxelas (especialmente no Rideau de Bruxelles e no Théâtre de l'Alliance). Beaucarne grava seus primeiros discos em 1964 e seus primeiros LP em 1967, Julos canta Julos. Desde então, ele produziu cerca de um álbum a cada dois anos.
O assassinato de sua esposa Loulou (Louise-Hélène França) em 1975 mudou seu estilo para um mais humanista. Na noite do assassinato escreveu uma carta aberta analisando as faltas da sociedade que colocou a arma nas mãos dos assassinos, junto com um convite a "... reflorestar a alma humana ... com amor, amizade e persuasão ... ". Após esta tragédia, ele viajou, principalmente para Quebec, e estreitou seus laços com a cultura dos cantores de língua francesa. Com a morte do rei Balduíno, ele foi escolhido como testemunho nacional para cantar uma homenagem ao rei recém-falecido. Ele foi nomeado cavaleiro em julho de 2002 pelo rei Albert II. Ele também assinou o Manifesto pela Cultura da Valônia em 1983.
Tem poemas musicais de autores belgas (sobretudo Max Elskamp) e não, que deram vida às canções "Je ne songeais pas à Rose" (Victor Hugo), "Je fais souvent ce rêve étrange" (Paul Verlaine).

## Discografia

### Albums studio
- 1967: Julos chante Julos
- 1968: L'enfant qui veut vider la mer
- 1969: Julos chante pour vous
- 1971: Premières chansons
- 1972: Arrêt facultatif
- 1974: Front de libération des arbres fruitiers
- 1975: Chandeleur septante cinq
- 1976: Les Communiqués colombophiles
- 1976: Julos chante pour les petits et les grands (para crianças)
- 1978: Mon terroir c'est les galaxies
- 1979: Le Vélo volant
- 1980: Le Chanteur du silence
- 1981: La P'tite Gayole
- 1981: L'Univers musical 1  (album instrumental)
- 1982: L'Hélioplane
- 1984: L'avenir a changé de berceau
- 1986: L'Ère vidéo-chrétienne
- 1986: Contes, comptines et ballades (para crianças)
- 1989: L'univers musical 2  (album instrumental)
- 1990: 9/9/99, monde neuf
- 1993: Tours, temples et pagodes post-industriels
- 1997: Vingt ans depuis quarante ans
- 2000: Co n' rawète
- 2006: Le Jaseur Boréal
- 2012: Le Balbuzard fluviatile

### Albums ao vivo
- 1977: Julos Beaucarne au théâtre de la Ville janvier septante sept
- 1987: J'ai vingt ans de chansons
- 1991: Julos au Casino de Paris
- 1998: Le Navigateur solitaire sur la mer des mots
- 2002: Chansons d'amour (dois CD)

## Filmografia
Beaucarne assinou a musica de:
- La Terre n'est pas une poubelle (1996)

Estreiou como padre Jacques e o Velho Bob nos dois fimes de Bruno Podalydès, de quem seu filho Christophe foi diretor da fotografia:
- Le Mystère de la chambre jaune (2003)
- Le Parfum de la dame en noir (2005)

Foi também o sem-casa em:
- Madame Édouard (2004)
- Associés contre le crime de Pascal Thomas (2012)

## Galería fotografica

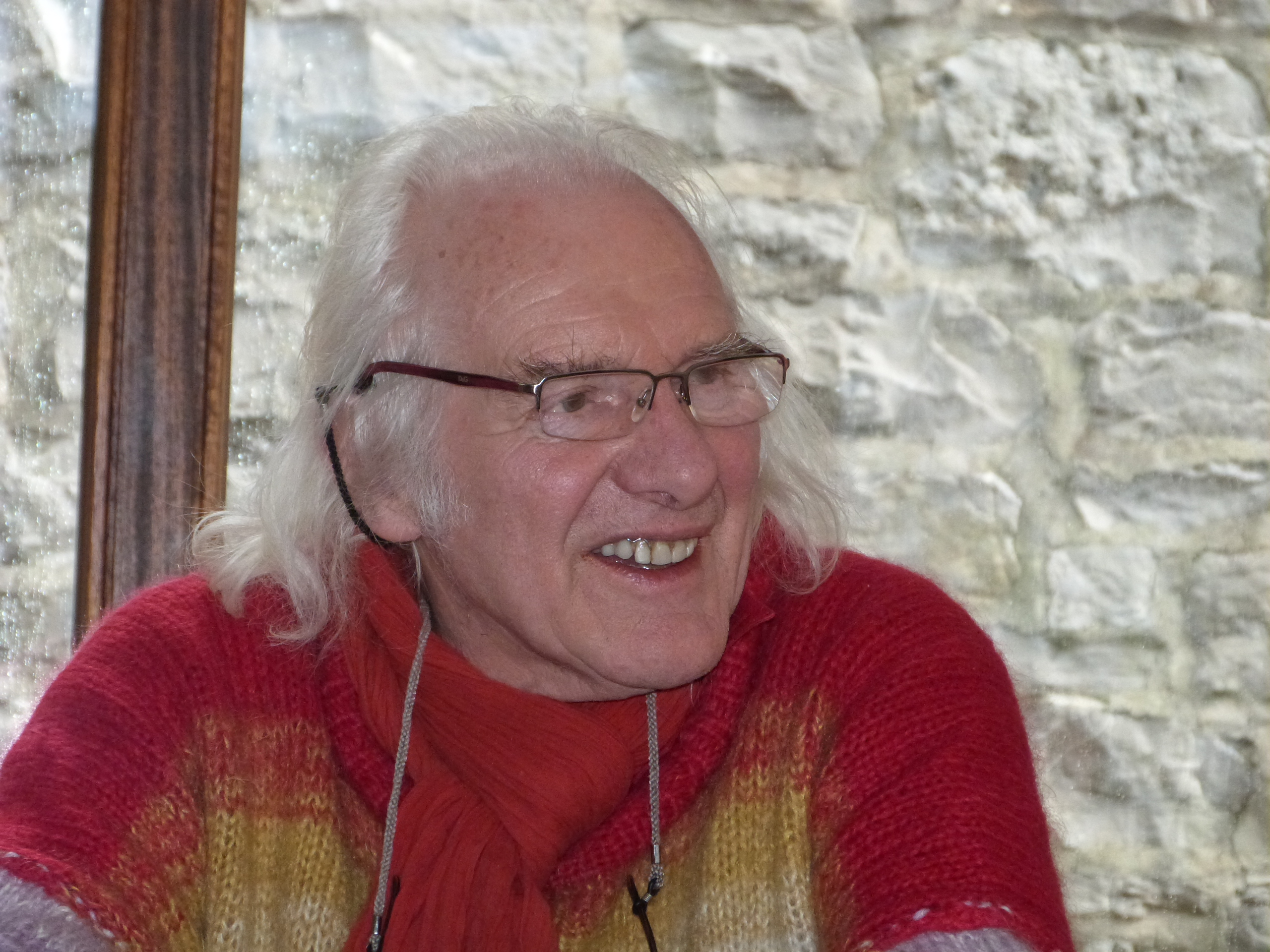
Beaucarne em 2012
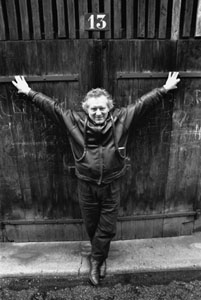
Beaucarne em  1970